# Середземноморські ігри
Середземноморські ігри — спортивні змагання, що проводяться кожні чотири роки, головним чином, країнами Середземномор'я трьох континентів — Європи, Азії та Африки.
Ідею проведення подібних змагань запропонував 1948 р. на літній Олімпіаді в Лондоні Мухаммед Тахір Алі, який очолював єгипетський олімпійський комітет. Перші Середземноморські ігри провели 1951 р. в Александрії, Єгипет, і вони були присвячені Мухаммеду Тахіру Алі. Змагання проводили з 13 видів спорту за участі 734 спортсменів із 10 країн. Під час других ігор 1955 р. у Барселоні було ухвалено рішення про заснування контрольного органу, свого роду виконавчого комітету. Офіційно Міжнародний комітет Середземноморських ігор було організовано 16 червня 1961 р.
Десять ігор поспіль проводили на рік раніше за Олімпійські ігри. Лише з 1993 р. їх почали проводити на рік пізніше за олімпіади.

## Країни-учасниці

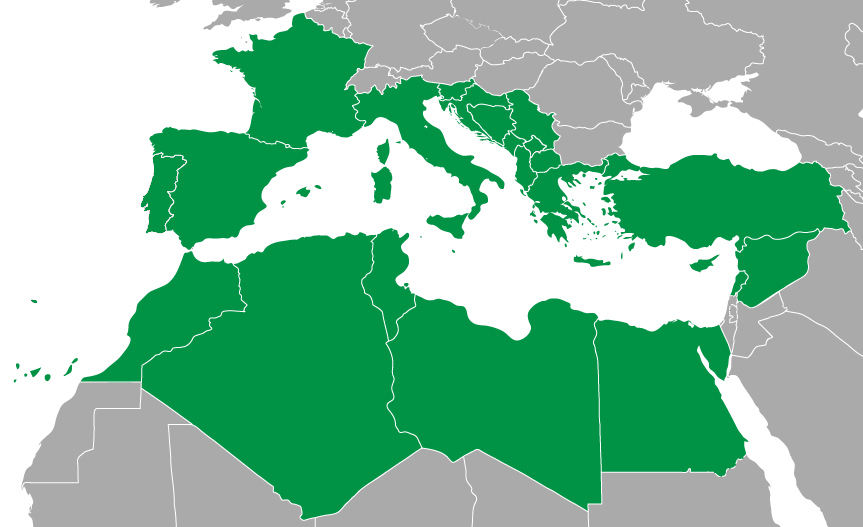
Країни-учасниці

На сучасному етапі у змаганнях беруть участь 26 країн:
- Африка: Алжир, Єгипет, Туніс, Лівія, Марокко.
- Азія: Ліван, Сирія, Кіпр.
- Європа: Албанія, Андорра, Хорватія, Франція, Греція, Італія, Північна Македонія, Мальта, Монако, Чорногорія, Сербія, Боснія і Герцеговина, Сан-Марино, Словенія, Іспанія, Туреччина, Косово, Португалія.

## Види спорту
| - Гольф - Гімнастика - Гандбол - Дзюдо - Карате - Теніс - Настільний теніс - Вітрильний спорт - Стрільба - Волейбол (у тому числі пляжний) - Боротьба - Важка атлетика | - Плавання - Водне поло - Стрільба з лука - Легка атлетика - Баскетбол - Бокс - Веслування на байдарках і каное - Академічне веслування - Велоспорт - Кінний спорт - Фехтування - Футбол (деталі) |

## Міста-столиці змагань
| №     | Рік  | Місце проведення       | Місце проведення                                 | Країни-учасниці | Види спорту    | Змагання       | Спортсмени     | Спортсмени     | Загальна кіль-ть |
| №     | Рік  | Місто                  | Країна                                           | Країни-учасниці | Види спорту    | Змагання       | Чоловіки       | Жінки          | Загальна кіль-ть |
| ----- | ---- | ---------------------- | ------------------------------------------------ | --------------- | -------------- | -------------- | -------------- | -------------- | ---------------- |
| I     | 1951 | Александрія            | (Єгипетське королівство)                         | 10              | 14             | 91             | 734            | ---            | 734              |
| II    | 1955 | Барселона              | (Іспанська Держава)                              | 10              | 20             | 102            | 1 135          | ---            | 1 135            |
| III   | 1959 | Бейрут                 | (Ліван)                                          | 11              | 17             | 106            | 792            | ---            | 792              |
| IV    | 1963 | Неаполь                | (Італія)                                         | 13              | 17             | 93             | 1 057          | ---            | 1 057            |
| V     | 1967 | Туніс                  | (Туніс)                                          | 12              | 14             | 93             | 1 211          | 38             | 1 249            |
| VI    | 1971 | Ізмір                  | (Туреччина)                                      | 14              | 18             | 137            | 1 235          | 127            | 1 362            |
| VII   | 1975 | Алжир                  | (Алжир)                                          | 15              | 19             | 160            | 2.095          | 349            | 2 444            |
| VIII  | 1979 | Спліт                  | (Соціалістична Федеративна Республіка Югославія) | 14              | 26             | 192            | 2 009          | 399            | 2 048            |
| IX    | 1983 | Касабланка             | (Марокко)                                        | 16              | 20             | 162            | 1 845          | 335            | 2 180            |
| X     | 1987 | Латакія                | (Сирія)                                          | 18              | 19             | 162            | 1 845          | 335            | 2 180            |
| XI    | 1991 | Афіни                  | (Греція)                                         | 18              | 24             | 217            | 2 176          | 586            | 2 762            |
| XII   | 1993 | Лангедок та Руссільйон | (Франція)                                        | 20              | 24             | 217            | 1 994          | 604            | 2 598            |
| XIII  | 1997 | Барі                   | (Італія)                                         | 21              | 27             | 234            | 2 999          | 804            | 3 803            |
| XIV   | 2001 | Туніс                  | (Туніс)                                          | 23              | 23             | 230            | 2 002          | 1 039          | 3 041            |
| XV    | 2005 | Альмерія               | (Іспанія)                                        | 21              | 27             | 258            | 2 134          | 1 080          | 3 214            |
| XVI   | 2009 | Пескара                | (Італія)                                         | 23              | 28             | 244            | 2183           | 1185           | 3368             |
| XVII  | 2013 | Мерсін*                | (Туреччина)                                      | 24              | 27             | 264            | 1994           | 1070           | 3064             |
| XVIII | 2018 | Таррагона              | (Іспанія)                                        | 26              | 28             | 246            | 2656           | 1885           | 4541             |
| XIX   | 2022 | Оран                   | (Алжир)                                          | 26              | 24             | 244            | 2014           | 1284           | 3298             |
| XX    | 2026 | Таранто                | (Італія)                                         | Майбутня подія  | Майбутня подія | Майбутня подія | Майбутня подія | Майбутня подія | Майбутня подія   |

- Середземноморські ігри 2013 року мали б відбутись у грецьких містах Волос та Лариса, однак організатори не змогли в необхідні строки звести спортивні об'єкти, в тому числі спортивне селище. 28 січня 2011 року Міжнародний комітет Ігор позбавив Грецію права проводити Ігри[1][2].